# Ali Kaiser Hasan Morshed
Ali Kaiser Hasan Morshed (* Oktober 1932; † 23. November 2023) war ein bangladeschischer Botschafter.

## Leben
Ali Kaiser Hasan Morshed war Bachelor ehrenhalber der University of Oxford. 1956 nahm er ein Studium der Rechtswissenschaft auf und wurde 1958 Master of Laws der Harvard Law School. 1966 wurde er Mitglied der Lincoln’s Inn und übte den Beruf des Barrister aus.  1957 trat er in den auswärtigen Dienst der Republik Pakistan und wurde in Brüssel, Belgrad, Tokio und Canberra beschäftigt. Nach dem Bangladesch-Krieg war er von 1971 bis 1972 Stellvertretender Hochkommissar für Bangladesch in Canberra.
Von Juli 1972 bis Oktober 1976 war er Generaldirektor im Ministerium für auswärtige Angelegenheiten in Dhaka. Von Oktober 1976 bis  27. April 1979 war er Botschafter von Bangladesch in Brasília, von Mai 1979 bis Juli 1982 Botschafter in Bonn.
Von 1982 bis 1984 war er Ständiger Vertreter der Regierung von Bangladesch beim Büro der Vereinten Nationen in Genf. Von 1984 bis 1986 war er beamteter Staatssekretär im Außenministerium. Von 1986 bis 1988 war er Botschafter in Berlin und war gleichzeitig in Prag akkreditiert. 1989 wurde er in den Ruhestand versetzt und war bis 1997 Vorsitzender des Bangladesh Institute of Peace & Security Studies. Von 1990 bis 2006 war er Justiziar des pakistanischen Außenministeriums in Dhaka.